# Otto Andreas Lowson Mørch
Otto Andreas Lowson Mørch (17. maj 1828 i Lund – 25. januar 1878 i Nice) var en dansk konkyliolog, bror til Jens Wilcken Mørch og søn af gartner Otto Josias Nicolai Mørch. 
Mørch var kun i år gammel, da faren flyttede til København. Efter at have nydt privat undervisning kom han i Københavns Borgerdydskole og senere i Metropolitanskolen, men da hans far døde 1842, blev han taget ud af denne. En øjensygdom hindrede ham i at fuldende den akademiske løbebane, og da han fra sin tidlige barndom havde næret en stærkt udpræget interesse for zoologien, greb han med glæde den lejlighed, der tilbød sig, til at dyrke dette studium, i det han 1844 blev ansat som amanuensis hos dr. Henrich Henrichsen Beck, der forestod Christian VIII's partikulære konkyliesamling. Fra dette øjeblik af ofrede Mørch al sin tid på konkyliologien, og skønt hans forhold til Beck voldte ham mange ubehageligheder, kunne han, på grund af den lette adgang, han derigennem havde til den konkyliologiske litteratur, dog ikke bekvemme sig til at opgive det, førend professor Japetus Steenstrup 1847 tilbød ham arbejde ved universitetsmuseet. Denne nye stilling, som han beholdt indtil sin død, bragte ham dog mange skuffelser. Dels blev der kun tilstået ham et ringe pekuniært vederlag, dels stod han i et afhængighedsforhold, der ikke harmonerede med den videnskabelige anseelse, han nød uden for universitetet. For en del skyldtes dette vistnok ejendommeligheder i hans eget væsen. Han var i flere retninger en særling, i høj grad distræt, fuld af fantasier og en indesluttet natur, som livet havde gjort mistænksom; men inderst inde var han en ædel, fin natur, uegennyttig og tjenstvillig.
Som artskender på sit specielle område havde han europæisk berømmelse, og han blev som sådan ofte benyttet af fremmede museer og store privatsamlere, hvilket medførte, at han ofte måtte rejse til udlandet. i de senere år af sit liv led han af lungetuberkulose, og det var forgæves, at hans venner i begyndelsen af 1878 satte ham i stand til at foretage en helbredsrejse til Syden. Han døde på rejsen i Nice 25. januar 1878 (ugift). Han var medlem af en række udenlandske videnskabelige selskaber og udnævntes 1868 til dr. phil. af universitetet i Göttingen.
Mørchs forfattervirksomhed er ret betydelig, i det antallet af hans publikationer er over 100. For største delen er det dog kun mindre afhandlinger, der, på en enkelt undtagelse nær, alle omhandle malakologiske emner. Blandt de af Mørch forfattede konkyliekataloger må specielt nævnes den store katalog over grev Yoldis samling (1852-53), et arbejde, der endnu ofte benyttes. Blandt hans øvrige skrifter fortjene følgende at fremhæves: Review of the Vermetidæ (1861-62), Matériaux pour servir à l'histoire de la famille des Janthines (1860), On the homology of the buccal parts of the mollusca (1865), On the systematic value of the organs, which have been employed as fundamental characters in the classification of mollusca (1865), A descriptive catalogue of the Scalidæ of the Westindia Islands (1876), end videre en række faunistiske arbejder, bl.a. over Danmarks, Færøernes, Islands og Grønlands bløddyr, og endelig Revisio critica Serpulidarum, et Bidrag til Rørormenes Naturhistorie (1863). Mange af Mørchs afhandlinger er at betragte som forarbejder til et planlagt stort værk: Genera et species molluscorum, men det lykkedes ham ikke at fuldføre dette, og hans efterladte, meget omfangsrige manuskript dertil foreligger i så ufærdig form, at det næppe vil kunne benyttes af nogen anden.
Han er begravet i Nice. Der findes et litografi af I.W. Tegner 1878 efter fotografi.